# Buran Voroněž
Buran Voroněž (rusky Буран Воронеж) je hokejový tým ve Voroněži v Rusku. Tým se mimo jiné účastní i VHL, druhé nejvyšší lize ruského ledního hokeje. Do ligy vstoupil tým v roce 2012 a v současné době je klub záložním týmem klubu Dynamo Moskva z KHL.
Klub byl založen v roce 1977. Do roku 2012 hrál v RHL. Od 2012 byl přijat do druhé nejvyšší hokejové soutěže VHL. Mládežnickými tými klubu jsou MHK Buran, účastník MHL a MHK Rossoš, hrající v lize MHL-B.
V minulosti byl klub záložním týmem klubu KHL Spartak Moskva.

## Významní hráči
- Jakov Račinskij (1999–2000)
- Ivan Chlyncev (2003–2004)
- Alexander Krysanov (2000–2004)
- Alexej Smirnov (2012–2013)